# Under the Red Sky
Under the Red Sky är ett album av Bob Dylan, utgivet i september 1990.
Efter det kritikerrosade Oh Mercy från året innan sågs Under the Red Sky allmänt som en besvikelse. Det fick dålig kritik och sålde också sämre än dess föregångare. Albumet var dedicerat till "Gabby Goo Goo", vilket senare uppdagades vara ett smeknamn för Dylans då fyraåriga dotter. Detta har lett till antagandet att albumets simplistiska sånger ursprungligen skrevs för henne, vilket förklarar deras ibland barnviseliknande karaktär.
Albumet nådde 38:e plats på Billboardlistan och 13:e på albumlistan i Storbritannien.

## Låtlista
All text och musik av Bob Dylan.
1. "Wiggle Wiggle" – 2:09
2. "Under the Red Sky" – 4:09
3. "Unbelievable" – 4:06
4. "Born in Time" – 3:39
5. "T.V. Talkin' Song" – 3:02
6. "10,000 Men" – 4:21
7. "2 x 2" – 3:36
8. "God Knows" – 3:02
9. "Handy Dandy" – 4:03
10. "Cat's in the Well" – 3:21

## Medverkande
- Bob Dylan – akustisk gitarr, gitarr, piano, dragspel, sång, producent
- Robben Ford – gitarr
- George Harrison – slide gitarr
- Bruce Hornsby – piano
- Randy Jackson – bas
- Don Was – bas
- Kenny Aronoff – trummor
- Elton John – piano
- Al Kooper – orgel, keyboard
- Jamie Muhoberac – orgel
- Jimmie Vaughan – gitarr
- Stevie Ray Vaughan – gitarr
- Slash – gitarr
- Waddy Wachtel – gitarr
- Rayse Biggs – trumpet
- David McMurray – saxofon
- Paulinho Da Costa – slagverk
- David Lindley – bouzouki, gitarr, slide gitarr
- Sweet Pea Atkinson – kör
- Sir Harry Bowens – kör
- David Crosby – kör
- Donald Ray Mitchell – kör
- David Was – kör